# Samotlor
Samotlor je největší ropné pole Ruska. Nachází se v blízkosti Uralu poblíž města Nižněvartovsk v Chanty-Mansijském autonomním okruhu – Jugre. Objev naleziště ropy tuto kdysi malou vesničku proměnil v důležité zpracovatelské město.
Samotlor býval nejdůležitějším polem pro ropnou těžbu v Sovětském svazu. V roce 1980 produkoval 7 milionů barelů ropy denně, což představovalo více než polovinu ropné produkce celého státu, ale současně jeho maximum, neboť o tři roky později toto pole překlenulo svůj ropný vrchol. Do roku 1997 pole vydalo 16 miliard barelů ropy. S tehdejší produkcí 300 000 barelů denně se považovalo za téměř vyčerpané. Nicméně po nasazení západních moderních technologií a intervenci amerických těžebních firem se po uskutečnění plánu provést dalších 4500 vrtů na základě 3D seizmického průzkumu zvýšila výroba o polovinu.
Plán vědecké agentury U.S. Geological Survey z roku 2000 na zefektivnění těžby počítá s celkem 20 miliardami barelů, což spolu s dalšími relativně velkými poli v bezprostředním okolí dělá západosibiřskou pánev jednu z nejvýznamnějších regionů v těžbě ropy na světě.
V současnosti v poli Samotlor těží společnost TNK-BP.